# Leucauge longula
Leucauge longula là một loài nhện trong họ Tetragnathidae.
Loài này thuộc chi Leucauge. Leucauge longula được miêu tả năm 1878 bởi Thorell.